# Élection présidentielle équatoguinéenne de 2016
L’élection présidentielle équatoguinéenne de 2016 se tient le 24 avril afin d'élire le président de la république de Guinée équatoriale pour un mandat de sept ans.

## Contexte
Teodoro Obiang Nguema Mbasogo, président de la République, est au pouvoir depuis 1979. 

## Système électoral
Le Président de la République de Guinée équatoriale est élu au scrutin uninominal majoritaire à un tour pour un mandat de sept ans, renouvelable une seule fois de manière consécutive. Est ainsi élu le candidat ayant recueilli le plus de suffrages exprimés, en un seul tour de scrutin.
Les candidats doivent être de nationalité Équatoguinéenne de naissance, ne pas avoir d'autre nationalité, avoir vécu dans le pays depuis cinq ans de manière ininterrompue, et être âgé d'au moins quarante ans. La révision de la constitution adoptée par référendum en 2011 a supprimée la limite supérieure d'âge de soixante quinze ans. En plus d'instaurer une limite à deux mandats consécutif, cette révision a également créée le poste de vice-président, nommé par le président au sein de son parti. En cas d'incapacité du président, le vice président le remplace et mène son mandat à terme.

## Candidats
Le 10 novembre 2015, Teodoro Obiang Nguema Mbasogo annonce sa candidature à un nouveau mandat, lors d’un congrès du Parti démocratique de Guinée Équatoriale.
- Bonaventura Monsuy Asumu, PCSD
- Carmelo Mba Bacale Namabale, APGE
- Avelino Mocache Mehenga, UCD
- Agustin Masoko Abegue, indépendant
- Benedicto Obiang Mangue, indépendant
- Tomas Mba Monabang, indépendant[4]

## Résultats
| Candidat                  | Candidat                      | Parti                                    | Voix    | %     |
| ------------------------- | ----------------------------- | ---------------------------------------- | ------- | ----- |
|                           | Teodoro Obiang Nguema Mbasogo | Parti démocratique de Guinée équatoriale | 271 177 | 93,53 |
|                           | Avelino Mocache Mehenga       | Union de centre droit                    | 4 556   | 1,57  |
|                           | Buenaventura Monsuy Asumu     | Coalition social démocrate               | 4 417   | 1,53  |
|                           | Benedicto Obian Mangue        | Indépendant                              | 2 802   | 0,97  |
|                           | Carmelo Mba Bakalé            | Action populaire                         | 2 415   | 0,83  |
|                           | Agustín Masoko Abegue         | Indépendant                              | 2 412   | 0,83  |
|                           | Tomás Mba Monabang            | Indépendant                              | 2 154   | 0,74  |
|                           |                               |                                          |         |       |
| Votes valides             | Votes valides                 | Votes valides                            | 289 933 | 96,07 |
| Votes blancs ou invalides | Votes blancs ou invalides     | Votes blancs ou invalides                | 11 864  | 3,93  |
| Total                     | Total                         | Total                                    | 301 797 | 100   |
| Abstention                | Abstention                    | Abstention                               | 23 751  | 7,30  |
| Inscrits/Participation    | Inscrits/Participation        | Inscrits/Participation                   | 325 548 | 92,70 |

## Analyse
Le président Teodoro Obiang Nguema Mbasogo, au pouvoir depuis 1979, est réélu avec plus de 93 % des suffrages exprimés. Ses opposants arrivent loin derrière : Bonaventura Monsuy Asumu (Parti de la coalition sociale démocrate) et Avelino Mocache Mehenga (Union du Centre Droit) obtiennent chacun moins de 2 % des voix. Le taux de participation officiel est également de près de 92 %.
Plusieurs « anomalies » sont relevées, notamment des localités comptant un nombre plus élevé de votants que d’inscrits sur les listes électorales. Ces incohérences sont reconnues par le président de la Commission électorale, Clemente Engonga, qui les attribuent à des électeurs en déplacement le jour du scrutin, qui auraient voté dans des bureaux de votes différents de ceux où ils étaient enregistrés.